# Natural Born Bugie
«Natural Born Bugie» es el sencillo debut de la banda británica de rock Humble Pie lanzada en 1969 en el Reino Unido. Humble Pie es considerada una de las primeras bandas en ser denominadas un supergrupo. La canción fue compuesta por Steve Marriott, para el sello discográfico de Andrew Loog Oldham Immediate convirtiéndose en el primer lanzamiento de la banda. La cara B fue "Wrist Job" en el Reino Unido y retitulado como "I'll Go Alone" para su posterior lanzamiento en Estados Unidos.
La canción llegó al puesto número cuatro en la UK Singles Chart de 1969.

## Personal
- Steve Marriott - voz, guitarra
- Peter Frampton - coros, guitarra
- Greg Ridley - coros, bajo
- Jerry Shirley - batería